# 沙河口駅
沙河口駅（さかこう-えき）は、中華人民共和国遼寧省大連市沙河口区に位置する駅。1909年開業、瀋陽鉄路局大連鉄道分局の管轄する3等駅で、瀋大線の駅である。発着する列車は旅順支線又は金荘線に乗り入れる普通列車のみで、一日上下各2本だったが、2014年12月9日に旅客列車の停車がなくなり貨物駅となる。大連港への貨物線も分岐している。
現在建設中の大連地下鉄2号線の駅を設置することが予定されている。

## 利用可能な鉄道路線
- 中華人民共和国鉄道部（中国国鉄）
  - 瀋大線

旅客列車の停車はない

## 駅周辺
駅近辺は主に住宅地であるが、工場・商店なども多数所在している。駅南側には、南満州鉄道沙河口工場を起源とする中国有数の鉄道車両メーカーである、大連機車車輛の本社工場がある。また、当駅より西安路を1km余り南下すると、大連西部の繁華街である西安路にたどり着く。

## 歴史
- 1909年 開業。

現在は興工街電停が終点となっている大連市電201系統はかつて当駅前まで乗り入れていた。しかし、201系統の更新工事に伴い2006年に興工街－沙河口間は廃止となり、軌道敷は新たに建設されたBRTの専用レーンに転用されている。

## 隣の駅
中国国鉄
瀋大線
周水子駅 - 沙河口駅 - 大連駅